# Emer de Vattel

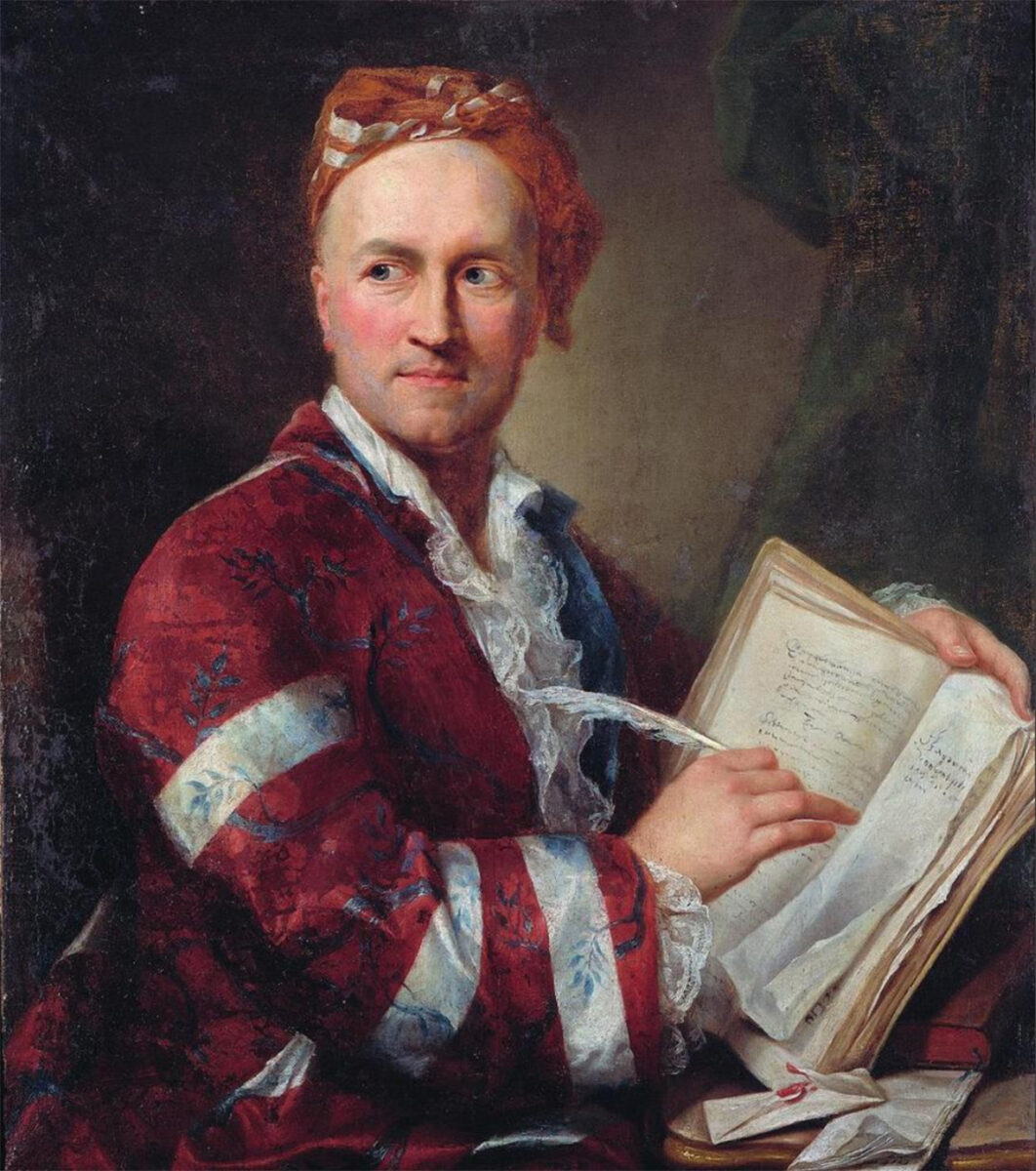
Emer de Vattel

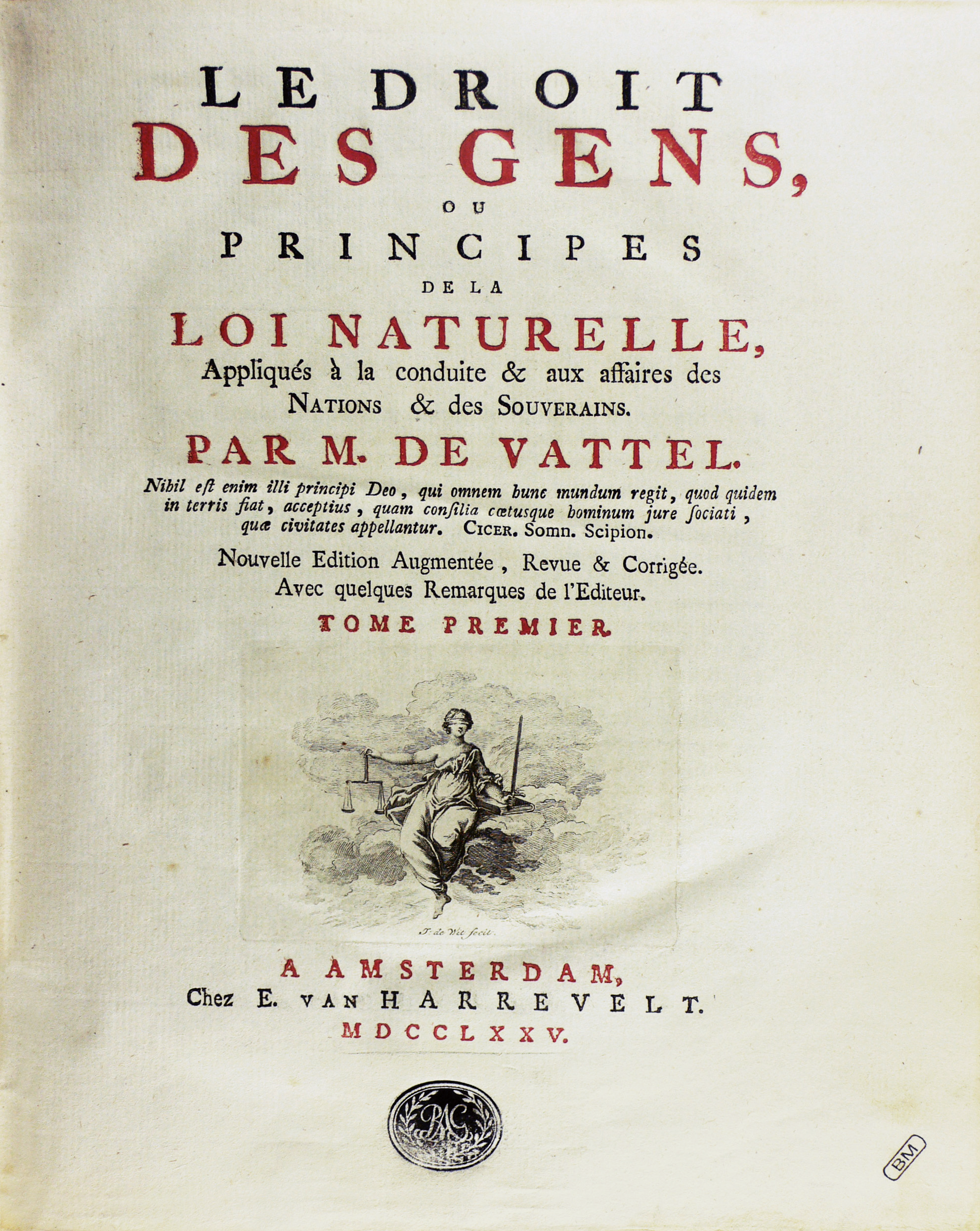
Le droit des gens, 1775

Emer(ich) de Vattel (* 25. April 1714 in Couvet; † 28. Dezember 1767 in Neuchâtel) war ein Neuenburger Natur- und Völkerrechtler und Vertreter der Westschweizer Naturrechtsschule (École romande du droit naturel). Weitere Schreibweisen seines Namens sind Emmeric de Vattel (Wattl) oder Emmerich von Vattel. Er war vielleicht ein Schüler von Jean-Jacques Burlamaqui. Bekannt ist Vattel vor allem für seine zahlreichen rechtsphilosophischen Schriften, die das Verständnis des Völkerrechts bis heute prägen.

## Leben

### Familie
Vattel wurde 1714 in Couvet in dem mit Brandenburg-Preußen in Personalunion verbundenen Fürstentum Neuenburg als Sohn des protestantischen Pfarrers David de Vattel und dessen Frau Marie de Montmollin geboren. Er war eines von neun Kindern. Sein Vater wurde als Unterstützer der Bewerbung von Friedrich I., König in Preußen um die Herrschaft über Neuchâtel von diesem in den Adelsstand erhoben. Seine Mutter entstammte einer im Fürstentum Neuenburg hoch angesehenen Familie. So war Vattels Onkel mütterlicherseits Emmer de Montmollin von Friedrich I. zum Chancelier d’État ernannt und mit verschiedenen diplomatischen Missionen betraut worden. 1764 heiratete Vattel Marie-Anne de Chéne, mit der er am 30. Januar 1765 einen Sohn bekam.

### Ausbildung
Nachdem sein Vater eine Pfarrstelle in Saint-Aubin-Sauges angenommen hatte, erhielt der junge Vattel zunächst Hausunterricht. Im Alter von 17 Jahren bestand er die Zulassungsprüfung zum Studium der Theologie in Basel. Nach dem Tod seines Vaters wechselte er an die Universität Genf, um sich dort mit der Arbeit von Gottfried Wilhelm Leibniz und Christian Wolff zu beschäftigen und Vorlesungen bei Jean-Jacques Burlamaqui zu hören. Im Rahmen dessen wandte sich Vattel immer stärker den Fragen der Rechtswissenschaft zu und entwickelte das Interesse am Natur- und Völkerrecht. Ab 1743 lebte er in Dresden und wurde dort Legationsrat sowie 1758 Geheimrat.

## Wirken

### Diplomatische Aktivitäten
Aufgrund der familiären Prägung durch seinen Vater und den Onkel mütterlicherseits strebte Vattel eine Anstellung im diplomatischen Dienst an. 1742 reiste er nach Berlin, um bei Friedrich II. um eine entsprechende Anstellung zu bitten. Während seiner Zeit in Berlin bemühte sich Vattel mehrfach um die Errichtung einer Universität in Neuchâtel. Dies lehnte Friedrich II. jedoch stets ab. Da dieser auch dem Wunsch Vattels nach einer diplomatischen Anstellung nicht nachkam, reiste er 1743, auf Einladung Heinrich von Brühls, an den Hof von August III. nach Dresden weiter. Dieser entsandte ihn 1747 als Ministerresident nach Bern. Da diese Tätigkeit mit wenig Arbeit verbunden war, verbrachte er viel Zeit in seiner Heimatstadt Neuchâtel und schrieb den größten Teil seines bekanntesten Werkes Droit des gens, ou principes de la loi naturelle appliqués à la conduite et aux affaires des nations et des souverains. 1760 verließ Vattel die Schweiz und reiste über Warschau und Prag zurück in die sächsische Hauptstadt Dresden, wo er als Geheimrat mit auswärtigen Angelegenheiten betraut wurde. Im Gegensatz zu seiner vorherigen Stellung war diese Arbeit äußerst zeitintensiv und verlangte Vattel gesundheitlich das Äußerste ab. So starb er im Alter von nur 53 Jahren 1767 während einer Reise in das heimatliche Neuchâtel.

### Werk
Bekannt wurde Vattel durch verschiedene rechtsphilosophische Schriften. So schrieb er schon in jungen Jahren die Abhandlung Defense du systeme leibnitien zur Verteidigung der von Leibniz aufgestellten Denkansätze gegen die Kritik von Jean Pierre de Crousaz.
Vor allem aber sein Hauptwerk Droit des gens, ou principes de la loi naturelle appliqués à la conduite et aux affaires des nations et des souverains (Leiden 1758) galt schon zu seinen Lebzeiten als Standardwerk des Völkerrechts. Hierin vertrat er Grundsätze der Aufklärung gegen die Politik des Patrimonialstaats und schuf das sogenannte „Nutzungs- und Kultivierungsargument“. In dieser Abhandlung versuchte er, eine Rechtsgrundlage für die Aufteilung der Welt in Kolonien zu schaffen. Sie führte über den Begriff der Nation die Staatsräson und das Volksinteresse wieder zusammen und erhob Gerechtigkeit und nicht Souveränität zur Orientierungsnorm der Staatenbeziehungen.
Emer de Vattel und die Westschweizer Naturschule leisteten einen grundlegenden Beitrag zur Diskussion des Naturrechts und der gesellschaftlichen und staatlichen Grundlagen, beeinflussten damit das naturrechtlich begründete Menschen- und Völkerrecht und die amerikanische Verfassungsgebung (Virginia Bill of Rights, Unabhängigkeitserklärung), die wiederum Vorbild für den Schweizer Bundesstaat wurde:

“America’s Founders were inspired by the ideas and values of early Swiss philosophers like Jean-Jacques Burlamaqui and Emer de Vattel, and the 1848 Swiss Constitution was influenced by our own U.S. Constitution. Swiss commitment to democracy is an example for nations and people everywhere who yearn for greater freedoms and human rights.”

„Die Gründerväter der Vereinigten Staaten von Amerika ließen sich von den Ideen und Werten inspirieren, die auf frühe Schweizer Philosophen wie Jean-Jacques Burlamaqui und Emer de Vattel zurückgehen. [Umgekehrt] wurde die Schweizer Verfassung aus dem Jahre 1848 von unserer eigenen US-Verfassung beeinflusst. Das Schweizer Engagement für Demokratie ist ein Beispiel für Nationen und Völker auf der ganzen Welt, die sich nach mehr Freiheiten und Menschenrechten sehnen.“